# إيلمر أوتس ووتون

"إلمر أوتيس ووتون" (19 سبتمبر 1865 - 1945) عالم نبات أمريكي، كان أستاذاً في الكيمياء وعلم النبات في جامعة ولاية نيو مكسيكو من عام 1890 حتى عام 1911، عمل مساعد أمين المتحف في المتحف الوطني للتاريخ الطبيعي (واشنطن) في عام 1910، ووظفته وزارة الزراعة الأمريكية من عام 1911 إلى عام 1935. سميت على اسمه أنواع نباتية كـ "Astragalus wootonii" و "Cheilanthes wootonii". 